# Rafael Leonardo Callejas
Rafael Leonardo Callejas Romero (Tegucigalpa, 14 november 1943 – Atlanta, 4 april 2020) was een Hondurees politicus die van 27 januari 1990 tot 27 januari 1994 president van Honduras was.

## Biografie

### Achtergrond, opleiding en vroege carrière
Rafael Callejas werd op 14 november 1943 geboren in Tegucigalpa en stamt uit een rijke familie. Hij studeerde landbouwkunde aan de Mississippi State University in de Verenigde Staten van Amerika. Terug in Honduras vestigde hij zich als zakenman in Tegucigalpa en sloot hij zich aan bij de Nationale Partij van Honduras (Partido Nacional de Honduras) en behoorde tot de extreemrechtse fractie van deze partij, de Vereniging voor de Vooruitgang van Honduras (Asociación para el Progreso de Honduras, APRONAH). APRONAH bestond uit rijke zakenlieden en hoge militairen die voorstanders waren van buitenlandse investeringen in Honduras en het terugdringen van de invloed van de vakbonden. APRONAH steunde de militaire dictators die sinds 1963 over Honduras regeerden. (Later schoof Callejas op naar het midden.) In 1968 werd Callejas door president Oswaldo López benoemd tot directeur van het Bureau voor Economische Planning. In 1975, na de militaire staatsgreep, werd hij door het hoofd van de militaire junta, generaal Juan Alberto Melgar Castro benoemd tot minister van Nationale Delfstoffen. Na de coup van generaal Policarpo Paz in 1978 bleef hij gehandhaafd.
Tijdens het democratiseringsproces dat in 1981 werd ingezet, was hij de running mate (vicepresidentskandidaat) van presidentskandidaat Ricardo Zúñiga van de Nationale Partij van Honduras (Partido Nacional de Honduras). De presidentsverkiezingen van dat jaar werden echter gewonnen door Roberto Suazo Córdova van de Liberale Partij van Honduras (Partido Liberal de Honduras).

### Voorzitter van de PNH
In 1982 werd Callejas gekozen tot voorzitter van het centraal comité van de PNH. In die functie hervormde hij de partij en beperkte de macht van de oudgedienden. Hij richtte binnen de PNH de Nationale Beweging Rafael Callejas (Moviemente Nacional Rafael Callejas, MNRC) op. Leden van de MNRC domineerden halverwege de jaren 80 de PNH volledig. De callejistas streefden naar een grootscheepse hervorming van de Hondurese economie, het aantrekken van buitenlandse investeerders en tegengaan van de invloed van extreemrechts binnen de PNH. Bovendien waren de callejistas voorstander van nauwe betrekkingen met de Verenigde Staten van Amerika. Onder invloed van Callejas accepteerde de PNH eind jaren 80 het conservatief-liberalisme als ideologie. Dit laatste stuitte op fel verzet van de ultraconservatieven binnen de PNH, geleid door de rector van de Nationale Universiteit van Tegucigalpa, Oswaldo Ramos Soto.
In 1985 was Callejas een van de drie presidentskandidaten van de PNH en vertegenwoordigde de MNRC vleugel van de partij. Hij verkreeg bij de presidentsverkiezingen van 24 november 1985 de meeste stemmen, namelijk 42,6%. De andere twee PNH-kandidaten verkregen samen 4% van de stemmen. Zijn voornaamste rivaal, de kandidaat van de PLH, José Azcona Hoyos (die qua opvattingen weinig verschillende met Callejas), kreeg veel minder stemmen (27,5%), maar omdat alle vier de PLH-kandidaten bij elkaar 51,5% van de stemmen kregen, kon Azcona alsnog president van Honduras worden.

### President van Honduras
Rafael Callejas werd bij de presidentsverkiezingen van november 1989 met 51% van de stemmen tot president van Honduras gekozen. Hij versloeg daarbij de kandidaat van de PLH, Carlos Roberto Flores. Hij werd hiermee de eerste democratisch gekozen PNH-kandidaat sinds 1971.
Rafael Callejas werd op 27 januari 1990 als president geïnaugureerd. Direct na zijn aantreden kondigde Callejas aan dat zijn economische beleid gericht zou zijn op een regeling voor de buitenlandse schuld (toen 3,5 miljard Amerikaanse dollar). Hij sloot akkoorden met het IMF en de Wereldbank. Hij volgde, zoals geadviseerd door het IMF, een streng economisch beleid. Callejas bezuinigde op de publieke sector - waardoor veel overheidspersonen hun baan verloren - en hij devalueerde de Lempira. Door dit straffe beleid kreeg de arme bevolking van Honduras - Honduras is al een van de armste landen ter wereld - het zeer zwaar te verduren. Er waren tijdens Callejas ambtstermijn dan ook vele stakingen. Opvallend was overigens dat Callejas amper bezuinigde op het (aanzienlijke) militaire apparaat van het land. In 1992 stemde het door de PNH gedomineerde Nationaal Congres (Congreso Nacional) voor een amnestiewet voor militairen, politici, overheidsambtenaren en politiefunctionarissen die tijdens de militaire dictatuur (1963-1981) kwijtscholden van hun misdaden tegen de menselijkheid en schendingen van mensenrechten.
Meer populaire maatregelen tijdens het ambtstermijn van Callejas waren het opzetten van een hulpprogramma voor families en de instelling van een fonds voor sociale investeringen. In september 1991 wist Callejas een kwijtschelding van 430 miljoen Amerikaanse dollar door de Amerikaanse overheid en op 10 mei 1992 werd tijdens een plechtigheid een vredesverdrag getekend tussen de regering en de guerrillabeweging Movimiento Popular de Liberación Cinchoneros.
Op 27 januari 1994 werd Callejas als president opgevolgd door Carlos Roberto Reina van de PLH.

## Na zijn presidentschap
Na zijn presidentschap werd Callejas beschuldigd van corruptie. Hij zou Hondurese paspoorten hebben verkocht (men noemde deze affaire Pasaportazo) en er was 10 miljoen dollar van het Nationale Olie Fonds verdwenen. Na meer dan elf jaar onderzoek werd Callejas echter vrijgepleit. Er was niets dat wees op corruptie of zelfverrijking begaan door Callejas.

## Verwijzingen
1. ↑  The Dictionary of Contemporary Politics of Central America and the Caribbean, door: Phil Gunson, Greg Chamberlain en Andrew Thompson, blz. 55-56 (1991)
2. 1 2  The Dictionary of Contemporary Politics of Central America and the Caribbean, door: Phil Gunson, Greg Chamberlain en Andrew Thompson, blz. 56 (1991)
3. ↑  Grote Winkler Prins Encyclopedie Jaarboek 1990, door: red. Winkler Prins, blz. 242
4. ↑  Zie Ramón Ernesto Cruz Uclés
5. ↑  Grote Winkler Prins Encyclopedie Jaarboek 1990, door: red. Winkler Prins, blz. 243
6. ↑  Grote Winkler Prins Encyclopedie Jaarboek 1993, door: red. Winkler Prins, blz. 242